# Cidou
Cidou est une marque de jus de fruits dont l'aventure commence en 1931, dans un petit village d’Alsace, à Mietesheim où un producteur de pommes, Jacques Mahler décide de transformer ses fruits en jus.

## Histoire

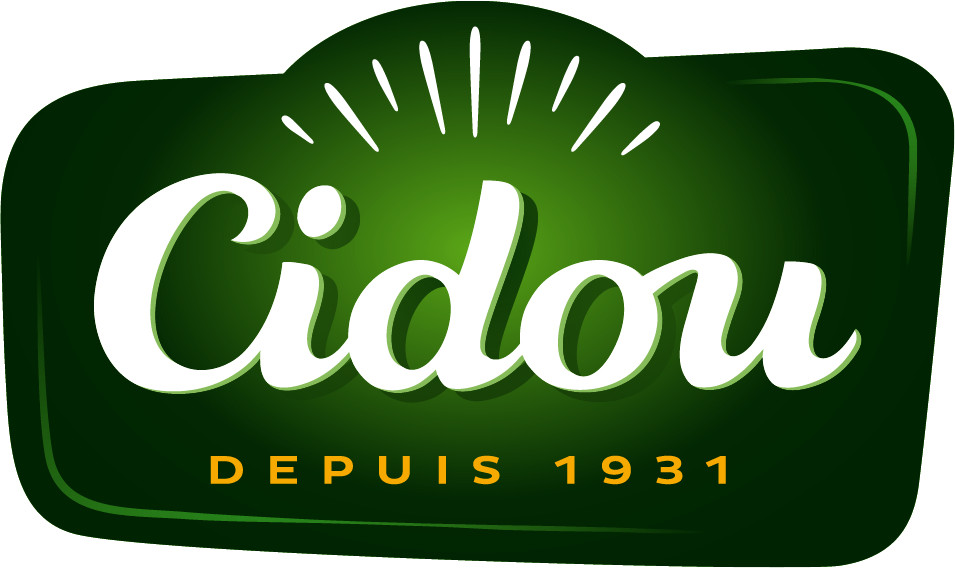
Logo actuel de la marque Cidou. Il est utilisé depuis 2018

### Origines
La petite entreprise grandit, et conquiert tout l'Est de la France au cours des années 1960, notamment grâce au développement de nouveaux parfums de jus et de nectars et au conditionnement en bocaux.
Les années 1980 sont marquées par le développement des emballages en brique carton, pour lesquels la marque se montre pionnière et remporte l' oscar de l’emballage.

### Les actionnaires se succèdent.
Rachetée une première fois en 1991 par Marie Brizard,, Cidou continue son ascension en devenant leader du marché des jus de fruits familiaux. En 1999 la société Karlsberg rachète la marque qui est cédée au groupe laitier Toury en 2005.
En 2007, seulement deux ans plus tard, la marque est rachetée par le groupe espagnol Leche Pascual qui décidera finalement de stopper la commercialisation de la marque et de fermer le site historique de Mietesheim en 2009.
La société Fruits & Saveurs du groupe LSDH reprend la marque et la relance en 2012. Cette même année, Cidou décide de se focaliser sur la suppression des sucres ajoutés.
En 2016, Cidou lance ses premières références bio. Début 2019, Cidou renforce son image de marque responsable et engagée en supprimant les bouteilles PET de sa gamme pour se concentrer uniquement sur le verre et le carton.

## Logos historiques
Les logos ont beaucoup évolué depuis 1931. La dernière version date de 2018 met en avant la date de la création de la marque avec un design plus rétro.

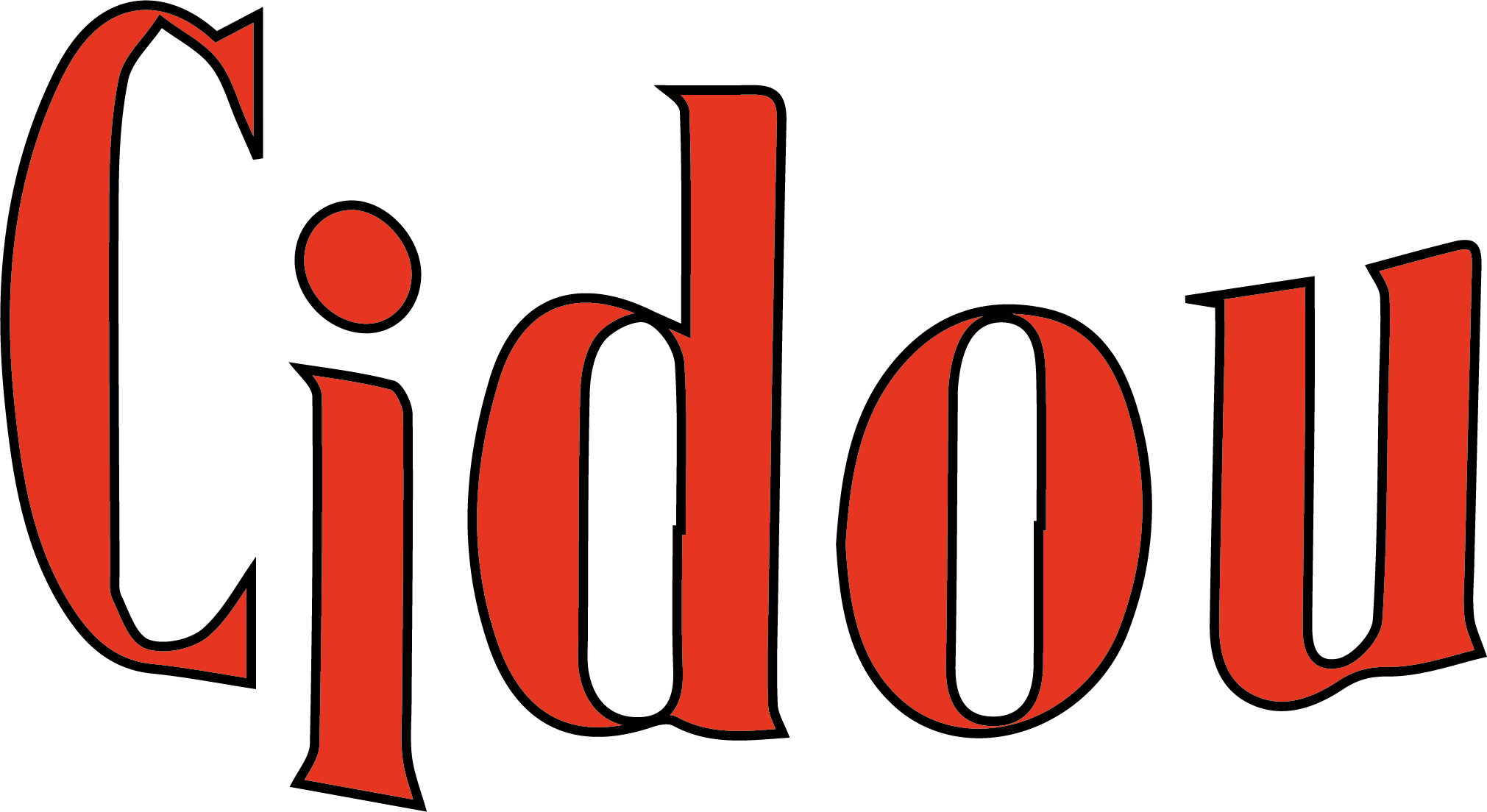
Le logo Cidou des origines (1931)
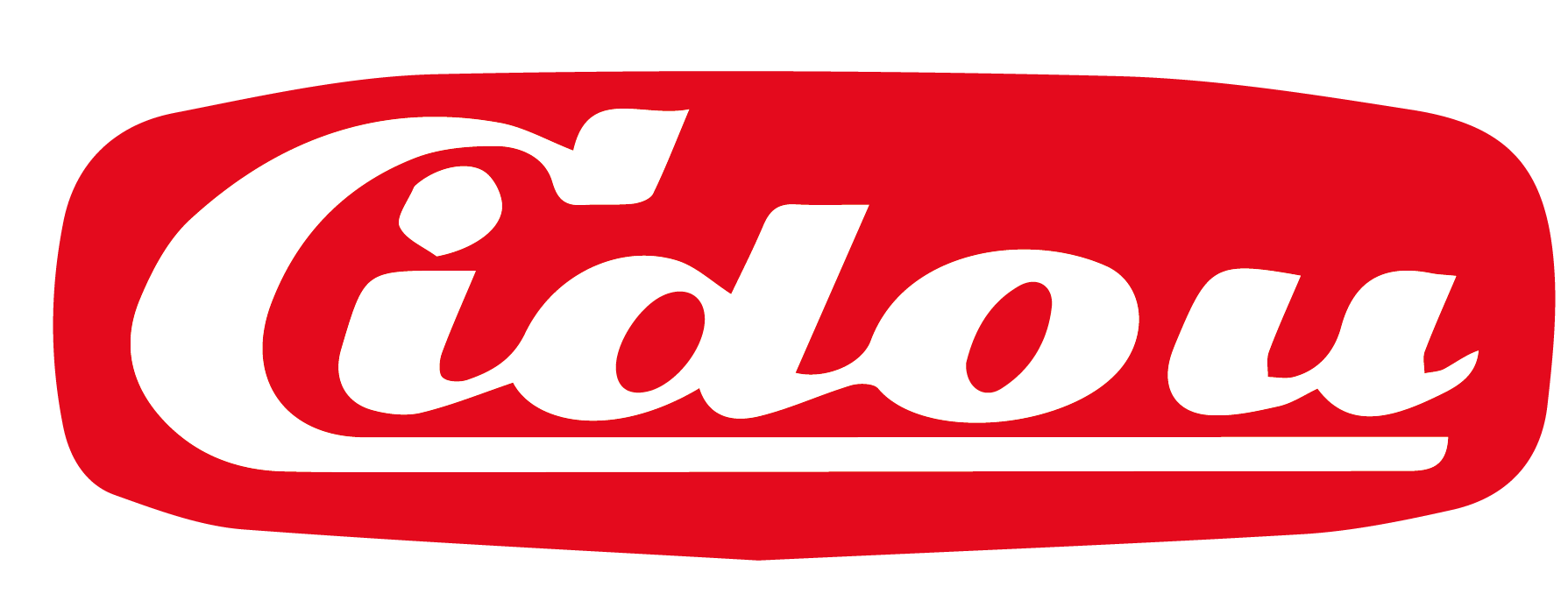
Le logo Cidou de 1978
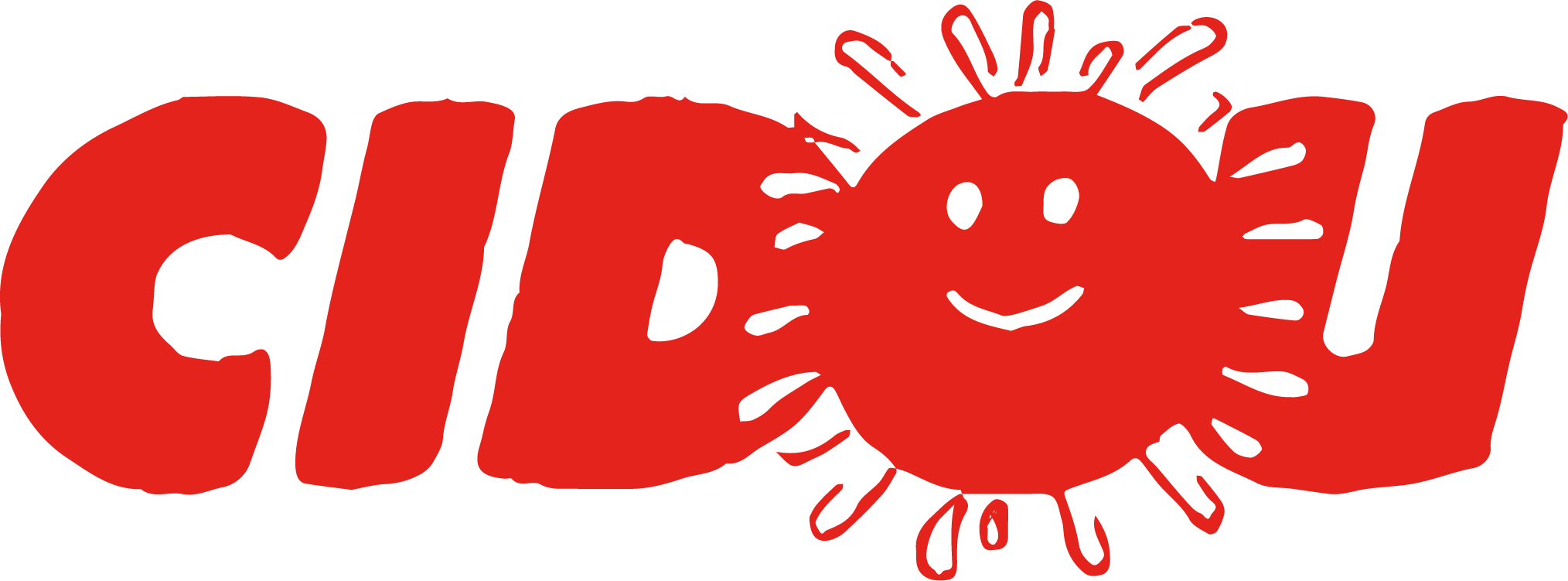
Le logo Cidou de 1986
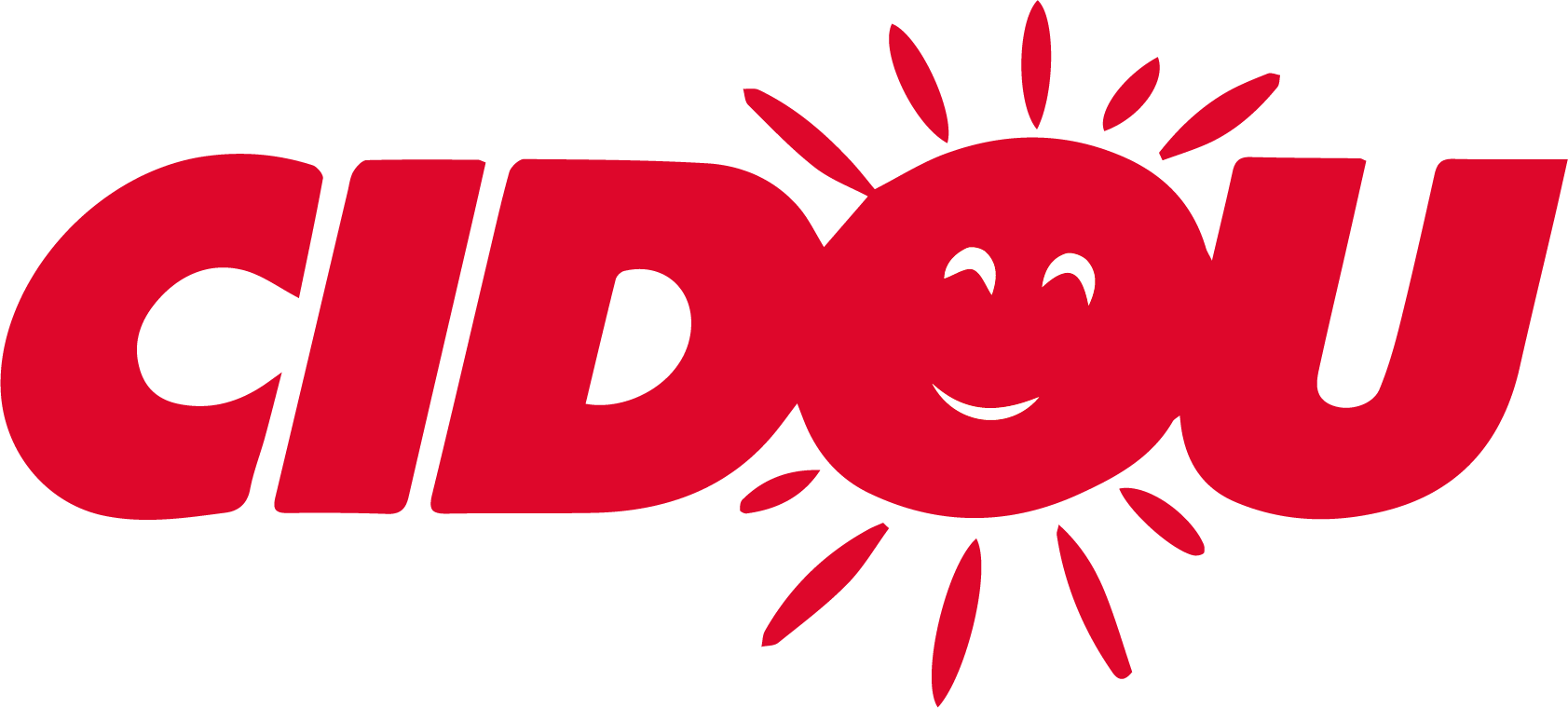
Le logo Cidou de 1995
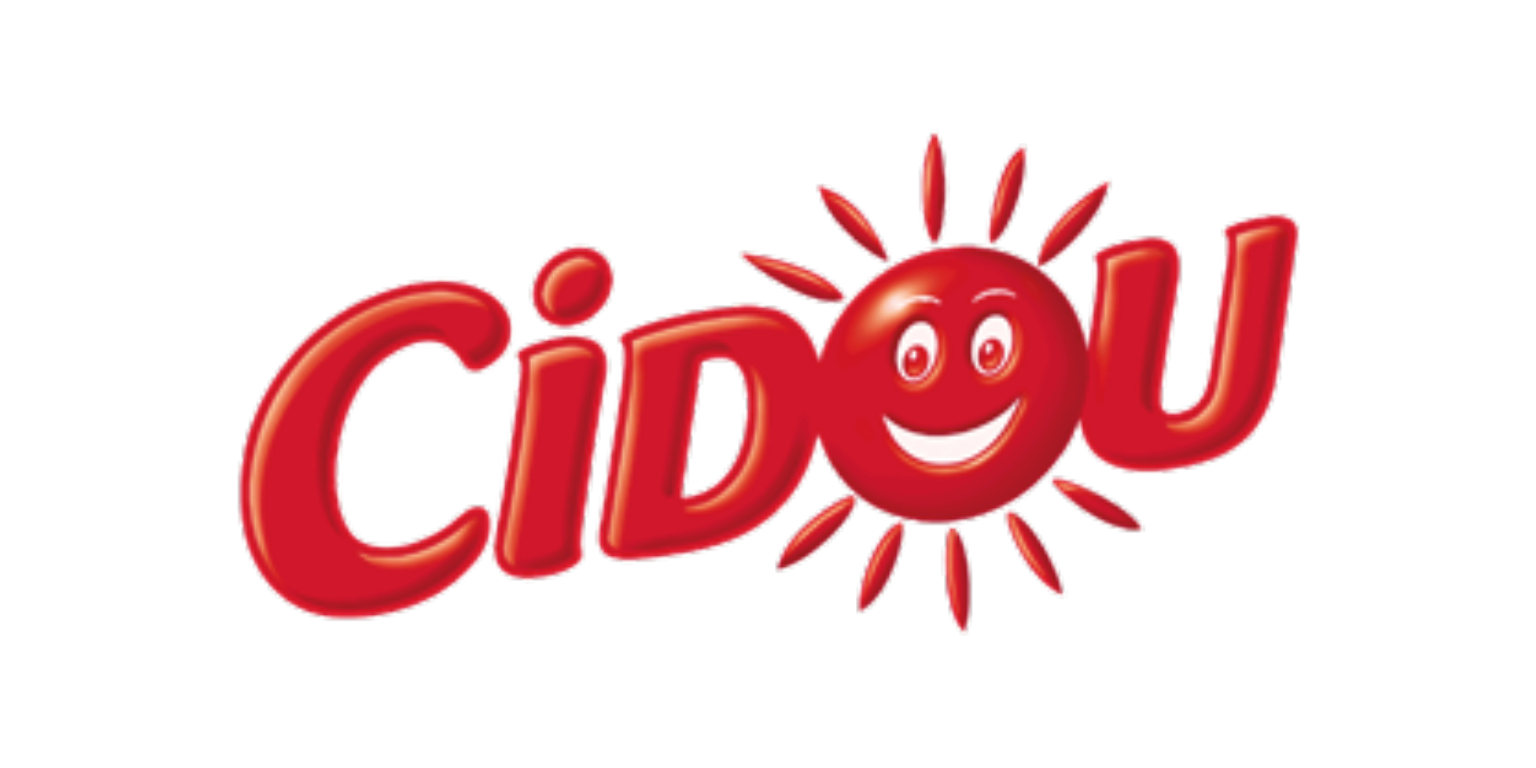
Le logo Cidou de 2002

## Description des produits
Cidou a décidé de supprimer les sucres ajoutés dans toute sa gamme. L'objectif de la marque est d'élaborer des jus de fruits et des boissons aux fruits avec une liste d'ingrédients simplifiée et le moins de transformation possible.
En 2020 grâce à un procédé de filtration, Cidou a réussi à retirer 30% de sucres à ses jus de fruits sans dilution. La gamme est baptisée "Les désucrés",.